# ポルト・プラヤの海戦
ポルト・プラヤの海戦（ポルト・プラヤのかいせん、英: Battle of Porto Praya）は、アメリカ独立戦争の期間中の1781年4月16日にイギリス艦隊とフランス艦隊の間で起きた海戦。フランス艦隊の指揮官はピエール・アンドレ・ド・シュフラン、イギリス艦隊の指揮官はジョージ・ジョンストン代将だった。
両国艦隊はともに喜望峰に向かっている途中だった。イギリス艦隊はそれをオランダから奪うため、一方のフランス艦隊はオランダの防衛を助け、さらにインド洋のフランス領へ向かうためであった。イギリスの輸送船団と護衛の艦隊は、給水のためにカーボベルデ諸島のポルト・プラヤに錨泊していた。そこにフランス艦隊が到着し、錨を打って彼らを攻撃した。
戦果は互角だったが、戦略的にはフランスの勝利であった。シュフランは喜望峰に向かうジョンストンに打撃を与え、またオランダ側に警告を与えることができた。シュフランはそのままイル・ド・フランス（現在のモーリシャス）に向かった。

## 戦闘序列

### フランス艦隊
- アニバル（Annibal）：74門
- エロー（Héros）：74門
- アルテジャン（Artésien）：64門
- ヴァンジュール（Vengeur）：64門
- スファンクス（Sphinx）：64門
- フリゲート 1隻
- コルベット 1隻